# Bagual
Bagual (auch El Bagual) ist eine Streusiedlung im Departamento Tarija im äußersten Süden Boliviens.

## Lage im Nahraum
Bagual ist der zehntgrößte Ort des Kanton Caiza J im Municipio Yacuiba in der Provinz Gran Chaco. Bagual liegt auf einer Höhe von 463 m drei Kilometer nördlich der Quebrada Yuquirenda, die über die Quebrada Sanja Honda zum Río Pilcomayo hin fließt.

## Geographie
Bagual liegt am Südostrand der bolivianischen Anden-Kette im Tiefland des subtropischen Gran Chaco, der sich über Nordwest-Paraguay, Nordost-Argentinien und Südost-Bolivien erstreckt.
Das Klima ist subtropisch mit heißem feuchten Sommer und mäßig warmem und trockenen Winter. Die Jahresdurchschnittstemperatur liegt bei knapp 22 °C, die durchschnittlichen Monatswerte schwanken zwischen 15 °C im Juni/Juli und 26 °C im Januar (siehe Klimadiagramm Yacuiba). Der Jahresniederschlag beträgt knapp 1100 mm, bei einer viermonatigen Trockenzeit von Juni bis September mit Monatsniederschlägen unter 15 mm und einer Feuchtezeit von Dezember bis März mit 160 bis 200 mm Monatsniederschlag.

## Verkehrsnetz
Bagual liegt in einer Entfernung von 336 Straßenkilometern südöstlich von Tarija, der Hauptstadt des Departamentos.
Von Tarija aus führt die Nationalstraße Ruta 11 in östlicher Richtung über die Städte Entre Ríos und Palos Blancos 250 Kilometer bis Villamontes. Dort trifft sie auf die nord-südlich verlaufende Ruta 9, die nach Süden über Sachapera nach Villa El Carmen und weiter über Palmar Chico und Yacuiba zur argentinischen Grenze führt.
In Villa El Carmen zweigt eine unbefestigte Landstraße in östlicher Richtung von der Ruta 9 ab und erreicht über Caiza „J“, Villa Ingavi nach 24 Kilometern Bagual und nach weiteren 53 Kilometern Crevaux am Río Pilcomayo.

## Bevölkerung
Die Einwohnerzahl der Streusiedlung ist im vergangenen Jahrzehnt auf mehr als das Doppelte angestiegen:
| Jahr | Einwohner         | Quelle       |
| ---- | ----------------- | ------------ |
| 1992 | keine Detaildaten | Volkszählung |
| 2001 | 120               | Volkszählung |
| 2012 | 327               | Volkszählung |
| 2024 |                   | Volkszählung |